# Centrală solară
O centrală solară este o centrală electrică funcționând pe baza energiei termice rezultată din absorbția energiei radiației solare.
Centralele solare termice, în funcție de modul de construcție pot atinge randamente mai mari la costuri de investiții mai reduse decât instalațiile pe bază de panouri solare fotovoltaice, necesită în schimb cheltuieli de întreținere mai mari și sunt realizabile doar pentru puteri instalate depășind un anumit prag minim. Totodatată sunt exploatabile economic doar în zone cu foarte multe zile însorite pe an.
Pentru utilizarea energiei conținute în radiația solară în scopul producerii de energie electrică s-au conceput mai multe metode. Tehnologiiile rezultate se impart în două mari grupe în funcție de utilizarea energiei radiației solare concentrate într-un spațiu restrâns, sau utilizare fără concentrare.

### Centrale solare termice cu concentrarea radiației solare directe (CSP)

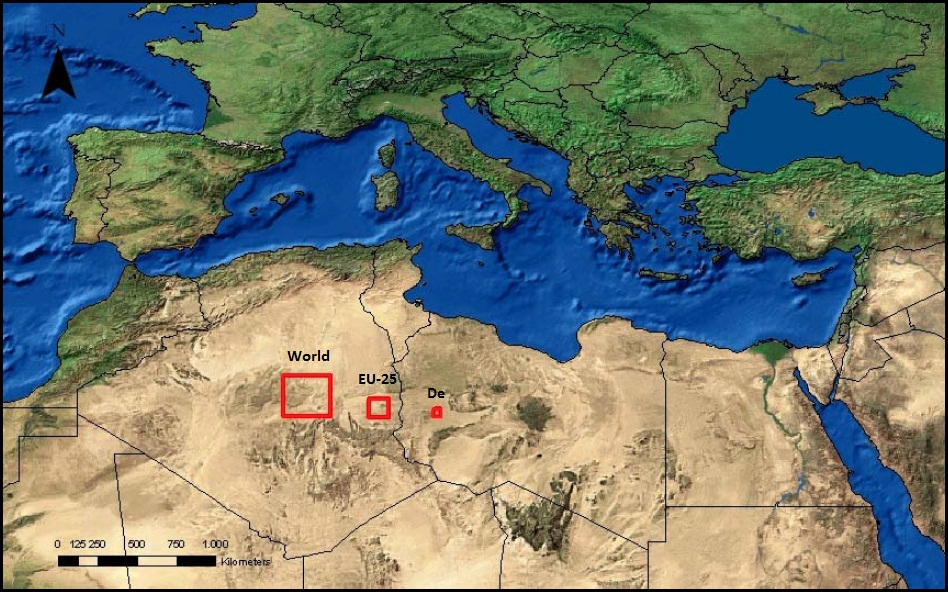
Ilustrație ce prezintă prin mărimea pătratelor roșii suprafața deșertică ce ar fi suficientă pentru acoperirea necesarului de energie: Globală, a Europei, a Germaniei

Aceste centrale utilizează oglinzi concave pentru a concentra razele solare pe suprafața absorbantă. Oglinda sau suprafața absorbantă își vor modifica orientarea în funcție de poziția soarelui. Centralele solare cu jgheaburi parabolice colectează energia cu oglinzi distribuite pe suprafețe mari ce concentrează radiația pe suprafețe absorbante situate în centrul focal al fiecărei oglinzi, pe când cele cu turn, toate oglinzile au același punct focal situat în turn. 
În diverse studii realizate spre exemplu la Deutsches Zentrum für Luft- und Raumfahrt|Deutschen Zentrums für Luft- und Raumfahrt (DLR) și Trans-Mediterranean Renewable Energy Cooperation (TREC) se previzionează un potențial însemnat în aceste modalități de obținere economică a energiei în zonele deșertice din Africa de Nord și Orientul Mijlociu precum și în transportul cu pierderi reduse (HVDC) spre Europa.
Sistemele de generare de abur se pot compatibiliza cu cele solare pentru compensare reciprocă și economisirea în acest mod a combustibililor convenționali din termocentrale. În centrale solare independente, oscilațiile datorate condițiilor atmosferice pot fi compensate cu ajutorul unor rezervore de înmagazinare a căldurii, sau utilizând purtători de energie alternativă.

### Centrale solare cu câmpuri de colectoare
Câmpul de colectoare ale centralei este compus din mai multe jgheburi parabolice sau colectoare Fresnel legate în paralel și numite concentratoare liniare. Construirea de câmpuri de colectoare paraboloide este de asemenea posibilă, dar vizavi de concentratoarele liniare sunt foarte costisitoare. În ceea ce privește instalațiile cu jgheburi parabolice acestea sunt deja în exploatare comercială.
În câmpul de colectoare se produce încălzirea unui agent termic care poate fi ulei mineral sau abur supraîncălzit. La instalațiile cu ulei se poate atinge o temperatură de până la 390 °C care într-un schimbător de căldură va genera aburi. Dacă agentul termic este abur(instalații de tip DISS = Direct Solar Steam), atunci nu este nevoie de schimbător de căldură, aburul fiind generat direct în conductele de absorbție. În acest caz este posibilă atingerea de temperatri de peste 500 °C. Aburul astfel generat este colectat și alimentează o turbină cu aburi la care este cuplat un generator de energie electrică.
Avantajul acestui tip de centrale constă în faptul că utilizează în parte tehnologie convențională disponibilă.

#### Centrale solare cu jgheaburi parabolice

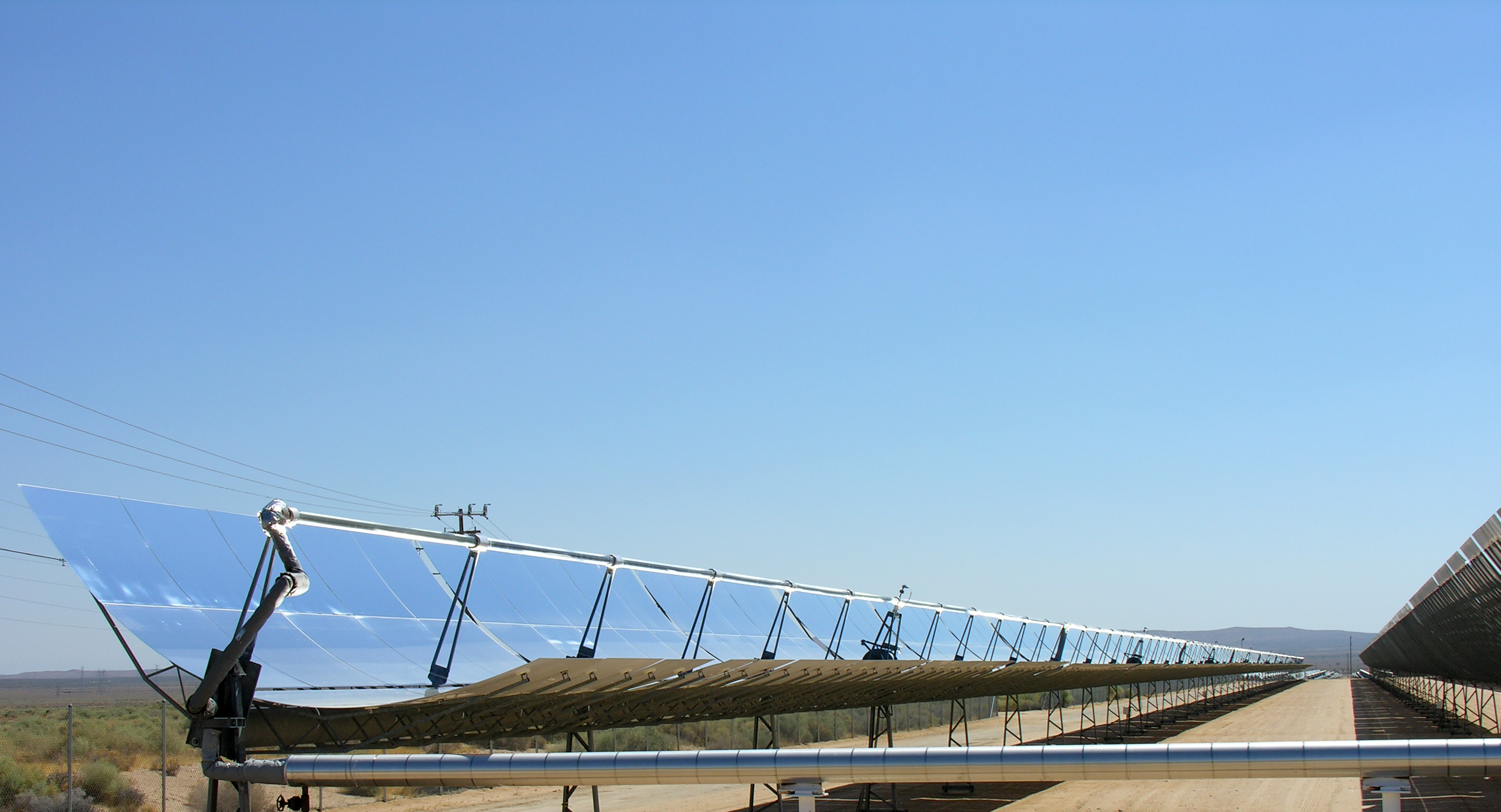
Colectoarele cu jgheaburi parabolice la Kramer Junction in California

Colectoarele cu jgheaburi parabolice sunt constituite din oglinzi lungi curbate transversal pe un profil de parabolă concentrând fluxul radiației solare pe un tub absorbant situat în linia focală. Lungimea acestui tip de colectoare este cuprinsă în funcție de tip între 20 și 150m. Tubul absorbant este constituit dintr-o țeavă de metal acoperită în exterior cu un strat absorbant și prin care curge agentul termic și care este în interiorul unui alt tub, de astă dată de sticlă de borosilicat rezistent la acțiuni mecanice și chimice fiind acoperit de un strat antireflectorizant. Între cele două tuburi este creat vid pentru a reduce pierderile prin convecție. Energia radiației solare este transformată în energie calorică și cedată agentului termic. Oglinzile parabolice sunt așezate de regulă în rânduri una după alta pe direcția N-S. Având un singur grad de libertate, rotația în jurul axei focale. 
Încă din anul 1912 s-au utilizat colectoare cu jgheaburi parabolice de către firma Shumann und Boys pentru generarea de aburi necesari acționării unei pompe de 45 kW în Meadi/Egipt. Colectoarele aveau o lungime de 62m și acopereau o suprafață de 1200m²
Între 1977 și 1982 au fost puse în funcțiune în SUA instalații pilot utilizând colectoare cu jgheaburi parabolice.
În 1981 a fost pusă în funcțiune o instalație pilot de producere energie electrică de 500 kW la European Test Centre for Solar Energy Applications din Plataforma Solar de Almería situat la marginea deșertului desierto de Tabernas
Exploatarea comercială a acestui tip de centrale a început în anul 1984 în SUA în deșertul Mojave din California. Cele 9 centrale SEGS' = Solar Electricity Generation System au o putere instalată totală de 354 MW. În colectoarele cu jgheaburi parabolice cu o lățime de 6m și o lungime de până la 180m se poate atinge o temperatură de 400 °C. Randamentul centralei este de 14% și asigură energia necesară pentru cca 200000 locuințe. În luna iunie 2007 s-a dat în funcțiune centrala Nevada Solar One  de lângă Boulder City/Nevada cu o putere instalată de 64MW cu posibilitatea de extensie până la 200MW. Energia temică este produsă de 19.300 oglinzi de 4m lungime înzestrate cu conducte absorbante (PTR70 Receiver) livrate de către firma SCHOTT AG . Se prevede construirea de centrale similare în Maroc, Algeria, Mexic și Egipt.
Din anul 2006 se află în stadiu de construcție centrala Andasol 1 de 50MW, în prezent cea mai mare din Europa, proiectată de firma Solar Millennium

#### Instalații solare de tip Fresnel
O dezvoltare a tehnologiei cu jgheaburi parabolice o reprezintă așa numitele colectoare cu oglinzi Fresnel. În acest caz în locul unei oglinzi parabolice se utilizează mai multe fâșii de oglinzi plane situate toate la nivelul solului și care se pot roti în jurul razei longitudinale pentru a putea fi orientate câte una astfel ca să reflecte radiația solară în direcția tubului absorbant, în spatele căruia se află o altă oglidă liniară cu rol de concentrare a fascicolelor primite de la oglinzi într-o linie cât mai subțire. Acest concept este în faza de testare.
Acest mod de construcție îmbină principiul de funcționare al colectoarelor cu jgheaburi parabolice cu cel al centralelor cu turn, dar renunțând atât la oglinzile curbate cât și la dispozitivele de orientare cu mai multe grade de libertate rămânând doar construcția modulară. Utilizând oglinzi plate ușor de construit se scontează pe un preț scăzut. Utilizarea conductei absorbante este necesară în continuare. Rezultă posibilitatea utilizării de conducte mai lungi , fără coturi, ceea ce reduce pierderile datorită rezistenței hidraulice, în schimb apar pierderi de radiație solară datorită umbririi reciproce a oglinzilor.
Din anul 2004 o astfel de instalație este testată pe lângă o centrele termică pe bază de cărbune din Australia de către Universitatea din New South Wales și Sydney . După terminare instalația va produce cca 15 MWth energie pentru încălzirea apei de alimentare a centralei din Lidell/Hunter Valley și va contribui la economisirea de combustibil. Un modul format din 12 oglinzi acoperă o suprafață de cca 1350m² și concentrează radiația solară pe o conductă absorbantă aflată la o distanță de 10m deasupra lor. Se produce abur în mod direct la o temperatură de 285 °C.

### Centrale cu turn solar

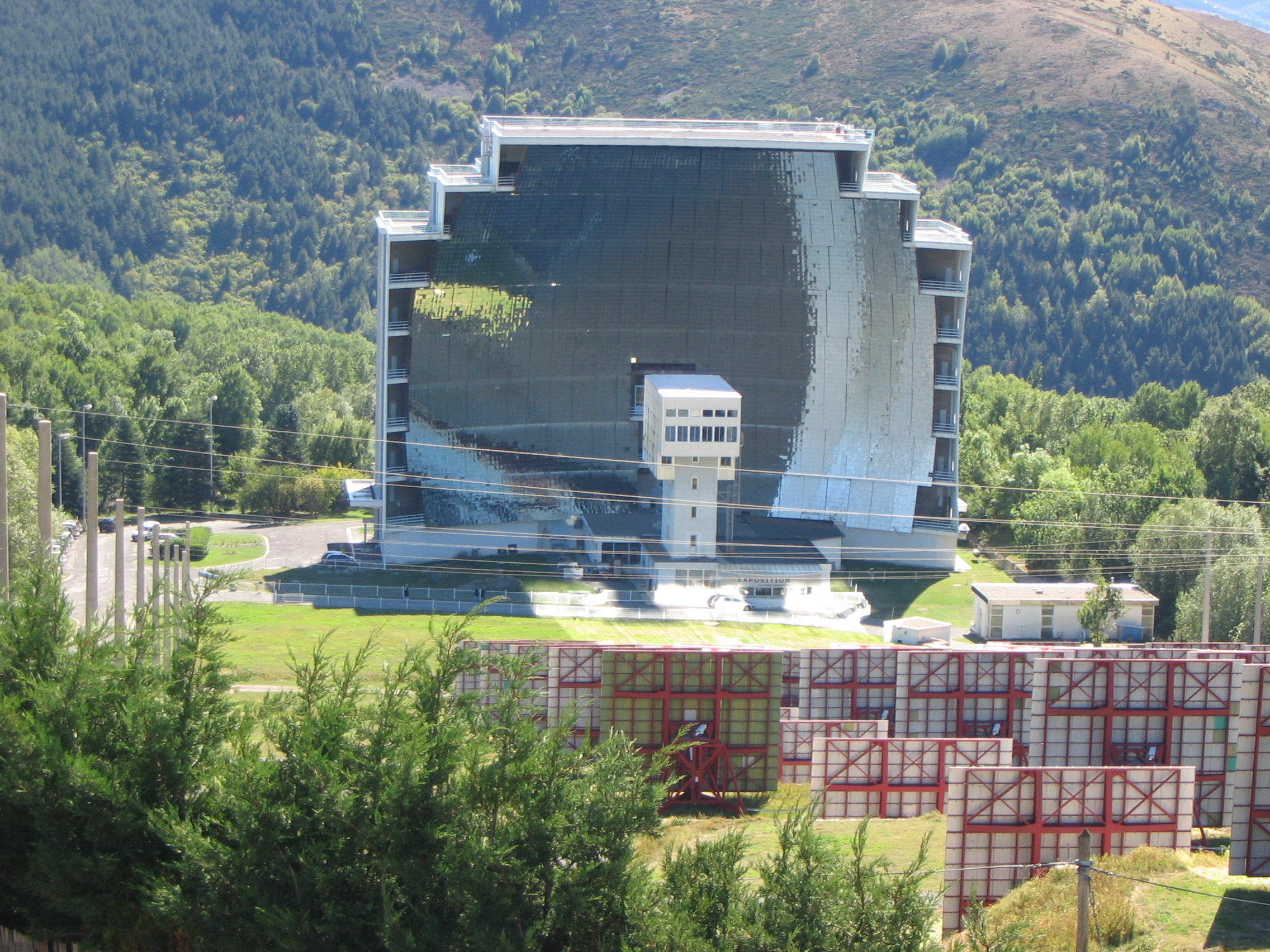
Cuptorul solar de la Odeillo

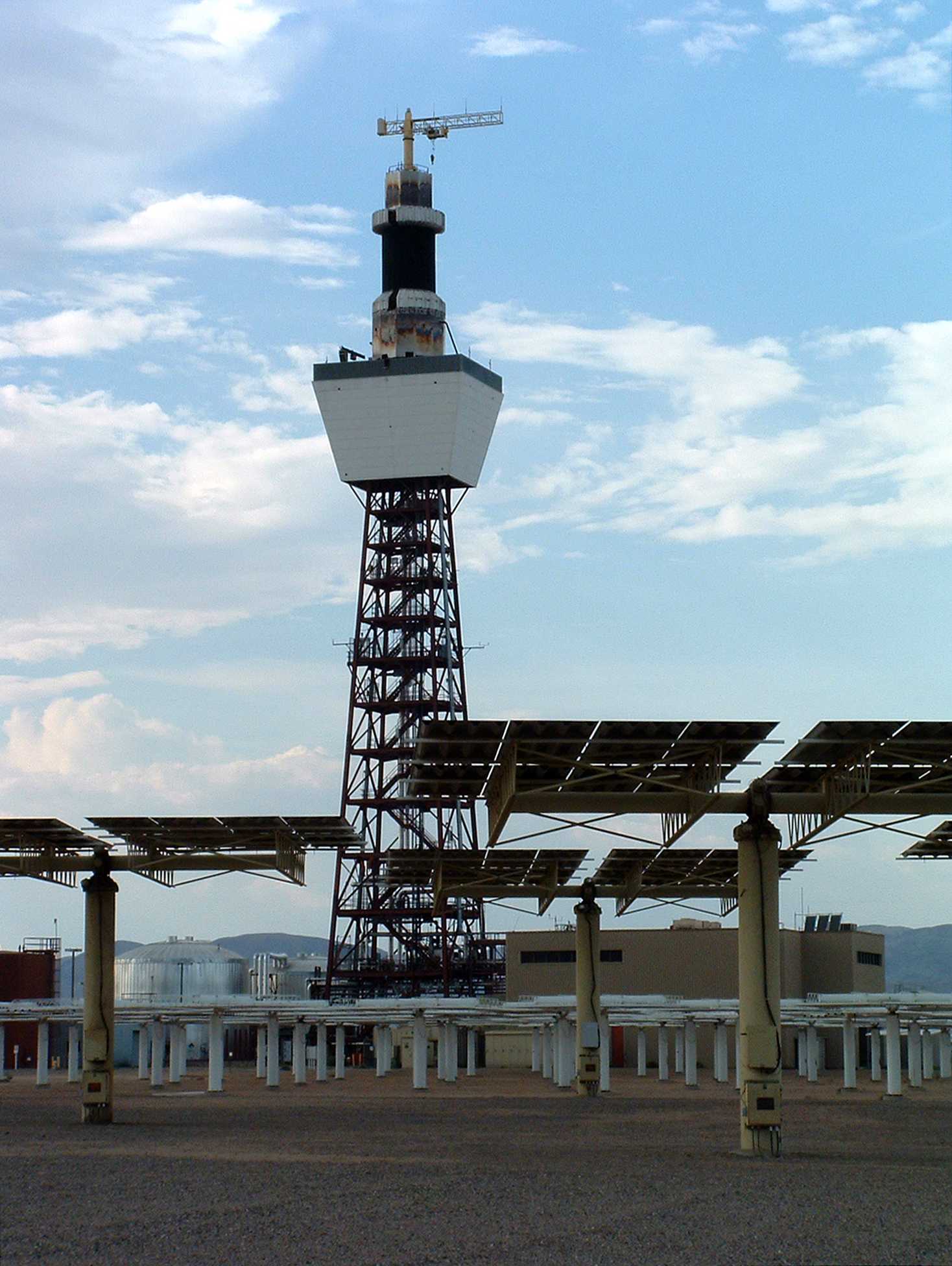
Turnul de la Solar Two

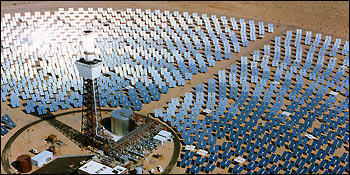
Centrala pilot Solar Two

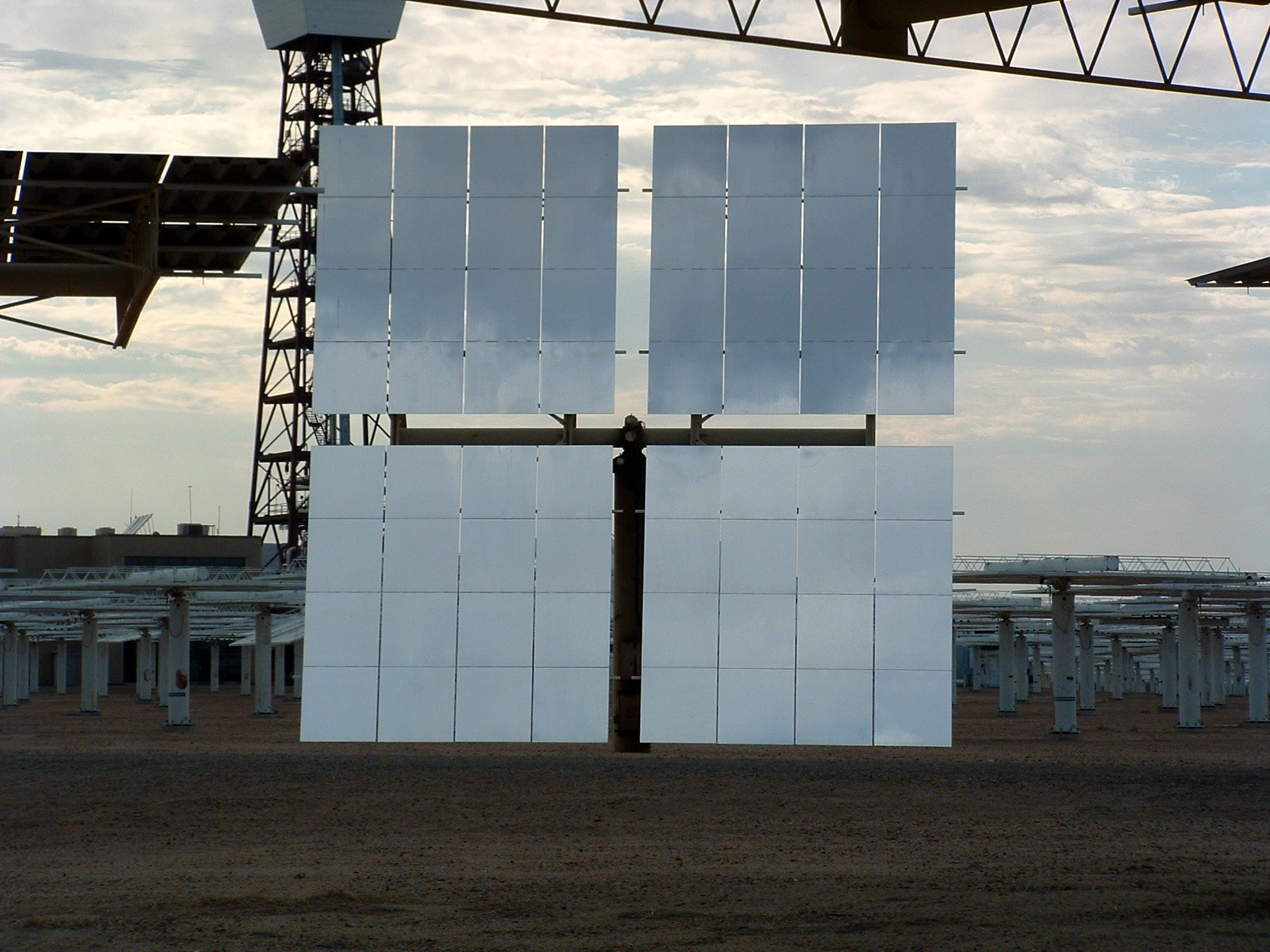
Oglinzi (heliostat) de la Solar Two

În cazul centralelor cu turn solar este vorba de obicei de centrale pe bază de aburi generați cu ajutorul energiei solare. Focarul (camera de combustie) încălzit până acum cu păcură, gaz natural sau cărbune, este înlocuit de un focar solar așezat în vârful unui turn. Radiația solară, a sute, chiar mii de oglinzi cu orientare automată după poziția soarelui este reflectată către o suprafață absorbantă centrală numită receiver. Datorită puternicei concentrări de radiație, în turn apar temperaturi de ordinul a mii de grade. Temperatura exploatabilă rațional este în jur de 1300 °C. Nivelele de temperaturi și prin acestea, randamentul termic posibil de atins, sunt mult mai mari decât  la centralele solare cu câmpuri de colectoare. Ca agent termic se utilizează nitrați fluizi, aburi sau aer cald.
Acest principiu este utilizat de fapt și la cuptorul de topire solar din Odeillo. În acest mod se pot genera temperaturi cu valori adaptate necesităților proceselor tehnologice sau cerințelor accelerării proceselor chimice. De regulă însă, căldura generată este utilizată totuși prin intermediul unei turbine de gaz sau de aburi la generarea de curent electric. În receiver agentul termic este încălzit pînă la 1000 °C și în final utilizat la generarea de aburi. Curentul electric generat este livrat în rețea. Centrala cu turn solar este deci o altă modalitate îndeajuns de pusă la punct pentru a putea genera – cu sprijinul programelor de încurajare – energie electrică la preț competitiv.
Cea mai mare instalație de acest tip existentă la ora actuală este „Solar Two“ de 10MW din California, având o temperatură de lucru de 290-570 °C și instalațiile de cercetare din Almeria/Spania.
În iulie 2006 s-a început construcția unei centrale termice experimentale de 1,5MW în Jülich/NRW cu termen de predare anul 2008. Variațiile intensității radiației solare vor fi compensate cu ajutorul unui tip nou de instalație de înmagazinare. Prin aceasta, generarea de energie electrică se poate regla independent de intensitatea de radiație solară, în funcție de cererea de consum. În viitor acest tip de centrală, în lipsa radiației solare, va putea fi acționată utilizînd biomasă. Pe termen lung se prevede posibilitatea generării de hidrogen cu acest tip de tehnologie..
La  Sanlucar la Mayor, 25 km de Sevilia se construiește un parc solar care la terminare, în 2013, va produce 300MW energie electrică prin utilizarea a diferite tehnologii. La sfârșitul lunii martie 2007 s-a conectat la rețea prima centrală - PS10 – construită între 1 iulie 2001 și 31 decembrie 2005 având o putere instalată de 11MW și o producție anuală de 23GWh. Cheltuielile cu investiții s-au cifrat la 35 milioane € cu o contribuție de 5 milioane € din fonduri din programele de cercetare ale EU. În faza următoare se va construi o centrală cu turn solar de 20MW (PS20) apoi o instalație de 20MW (AZ20) urmată de alte 5 centrale a câte 50MW..

### Centrale cu oglinzi parabolice

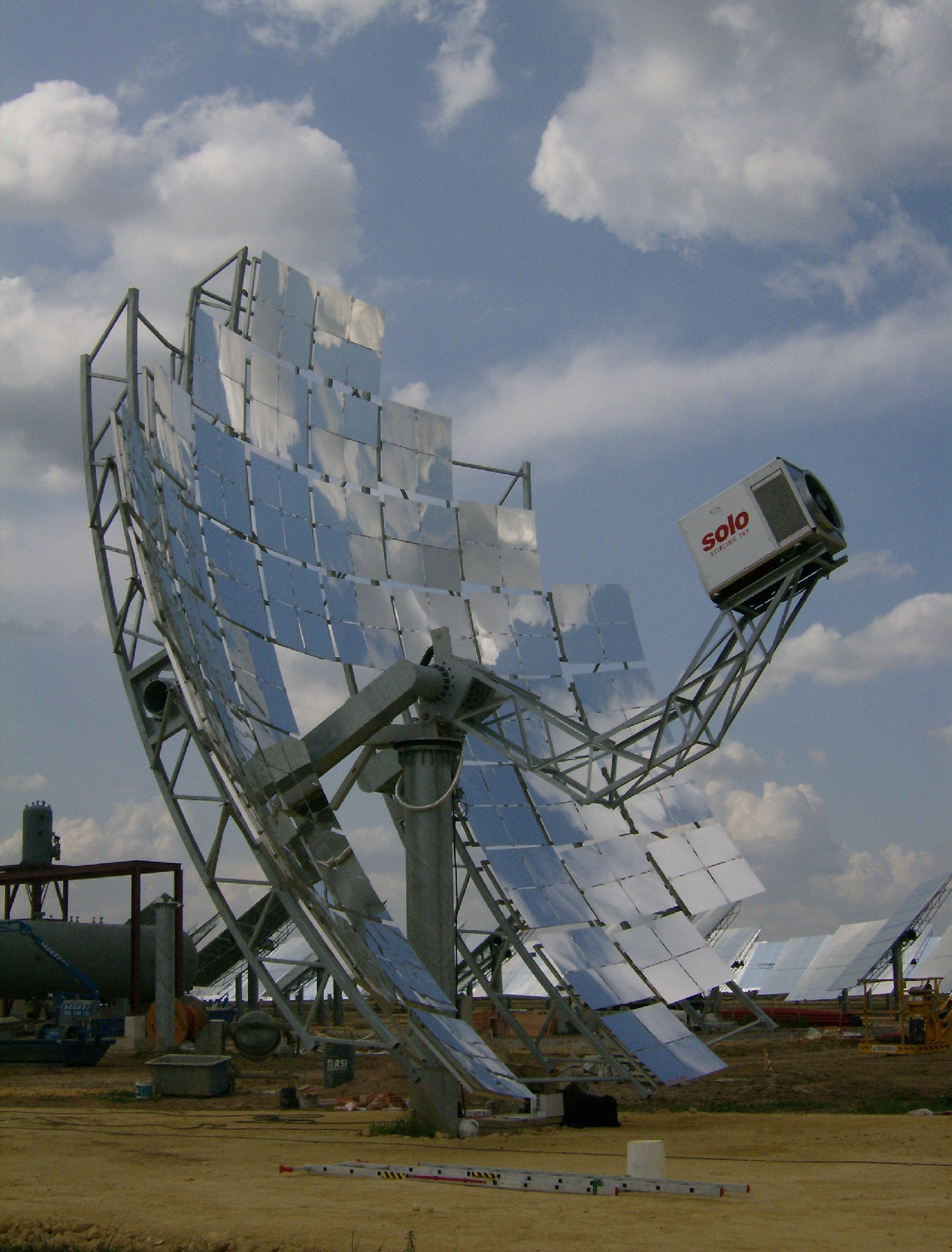
Oglindă cu motor Stirling cu capacitatea de 10 kW în Spania

Oglinzile parabolice sunt construite cu două grade de libertate putând urmări poziția soarelui pe cer. Ele sunt montate pe un stativ și concentrează razele solare într-un punct focal propriu fiecărei oglinzi unde este montat un receptor de energie termică. Acest mod de construcție este foarte compact. Oglinzile sunt fabricate cu un diametru cuprins între 3 și 25m rezultând o putere instalată de până la 50 kW pe modul.
La instalațiile de acest tip receptorul  este conectat la un motor Stirling care transformă energia termică direct în energie mecanică putând acționa un generator electric. Aceste instalații ating un randament înalt în transformarea energiei solare în energie electrică (peste 30%). Modularitatea acestor instalații permite atât utilizarea lor în locuri izolate sau independente cât și conectarea mai multora formând o centrală virtuală în cadrul generării distribuite a energiei electrice.
O soluție mai rară o constituie parcurile(fermele) de oglinzi parabolice. În punctual focal comun tuturor oglinzilor se află o suprafață absorbantă cu ajutorul căreia este încălzit un agent termic utilizat în continuare pentru generare de aburi. Conectarea în grup a mai multor oglinzi parabolice constituie o abordare mai puțin economică decât centralele cu jgheaburi parabolice sau cele cu turn solar.

## Centrale solare termice fără concentrarea radiației solare
Aceste centrale solare nu dispun de reflectoare orientate, utilizând totuși întreaga energie conținută în radiația solară atât cea directă cât și cea difuză.
La centralele cu iaz solar rolul colectorului și stratului absorbant este preluat de straturile de apă sărată cu diferite concentrații pe când la centralele termice solare acest rol revine unui acoperiș de mari dimensiuni ce produce un efect de seră.

### Centrale cu iaz solar
(Engleză: Salinity Gradient Solar Ponds/Lakes)
La acest tip de centrale în iazuri cu apă sărată puțin adânci se creează în mod natural o combinație de colector solar și acumulator de energie. Fenomenul a fost observat pentru prima dată la începutul secolului XX la lacurile sărate din Transilvania . Apa de la bază este mult mai sărată și astfel mai densă decât cea de la suprafață. Prin absorbția energiei conținute în razele solare de către stratul mai sărat de la bază, acesta se încălzește până la o temperatură de 85-90 °C. Între stratul de la suprafață și cel din adânc există un strat de gradient cu concentrație variabilă ce nu permite ridicarea apei încălzite cu concentrație salină mai mare, rezultă că nu există convecție, ca urmare căldura rămâne înmagazinată în stratul de jos. Căldura înmagazinată poate fi utilizată printre altele pentru acționarea unei turbine cuplate cu un generator de energie electrică. Deoarece temperaturile atinse sunt totuși destul de mici, este nevoie de utilizarea unui agent termic cu temperatură de fierbere mai mică decît cea a apei. Transformarea energiei calorice în energie electrică se va putea realiza astfel cu ajutorul așa numitelor centrale Organic Rankine Cycle (ORC) funcționând pe bază de amoniac, sau un compus asemănător freonului.
Deoarece diferența de temperatură atinge doar o valoare de cca. 60 K randamentul acestui tip de centrală este mic – din considerente termodinamice, teoretic maxim 15 %, practic 1 %. Totuși acest tip de centrală prezintă interes mai ales pentru țările în curs de dezvoltare, unde cu investiții mici se pot utiliza resursele naturale, radiația solară din belșug și suprafețe aride neconstruite.

### Centrale termice solare cu vânt ascensional
Centralele termice solare utilizează așa numitul efect de coș, la care aerul cald datorită densității mici se ridică. Din punct de vedere constructiv, rolul colectorului solar îl are o suprafață de ordinul hectarelor prevăzută cu acoperiș transparent, sub care aerul și solul se încălzesc sub efectul de seră. Aerul cald se mișcă spre centrul construcției unde se află un coș prin care se ridică în sus. Vântul ascensional astfel creat acționează mai multe turbine cuplate cu generatoare de energie electrică. Cu toate că din punct de vedere tehnic realizarea este destul de simplă, dezavantajul constă în randamentul scăzut de cca. 1 % în cel mai bun caz. Pentru a obține o putere comparabilă cu cea a unei centrale pe bază de cărbune este nevoie ca întreaga construcție să acopere o suprafață de mai mult de 100 km2 și să se construiască un coș cu înălțimea de 1000 m sau mai mult.
O instalație pilot a fost construită în anii 1980 în Manzanares/Spania având un diametru de 244 m și un turn înalt de 194 m și lat de 10 m rezultând o putere de 50 kW
Actualmente se află în studiu un proiect de astfel de instalație în Windhoek/Namibia . Suprafața acoperită ar fi de 38 km2 și turnul înalt de 1500m. Puterea instalată ar atinge 400 MW. Pentru a mări eficiența economică, suprafața acoperită ar fi utilizată în parte pentru desalinizarea apei și în rest pentru producție agricolă cu suprafață irigată.
O dezvoltare a acestei idei este crearea de vârtejuri de aer artificiale alimentate de energia reziduală a unor centrale convenționale, mărind eficiența acestora..

### Centrale termice solare cu vânt descendent
Acest tip de centrale există doar în stare de concept .. Constau dintr-un turn înalt (1000 m) în vârful căruia se extrage energie termică din aerul înconjurător prin pulverizare de apă. Datorită răcirii în urma evaporării, și a greutății apei aerul se va mișca de sus în jos, acționând turbinele situate la baza turnului. Acest tip de centrală este concepută pentru zonele cu climă caldă și uscată și cu mari rezerve de apă.

## Centrale solare pe bază de panouri solare fotovoltaice

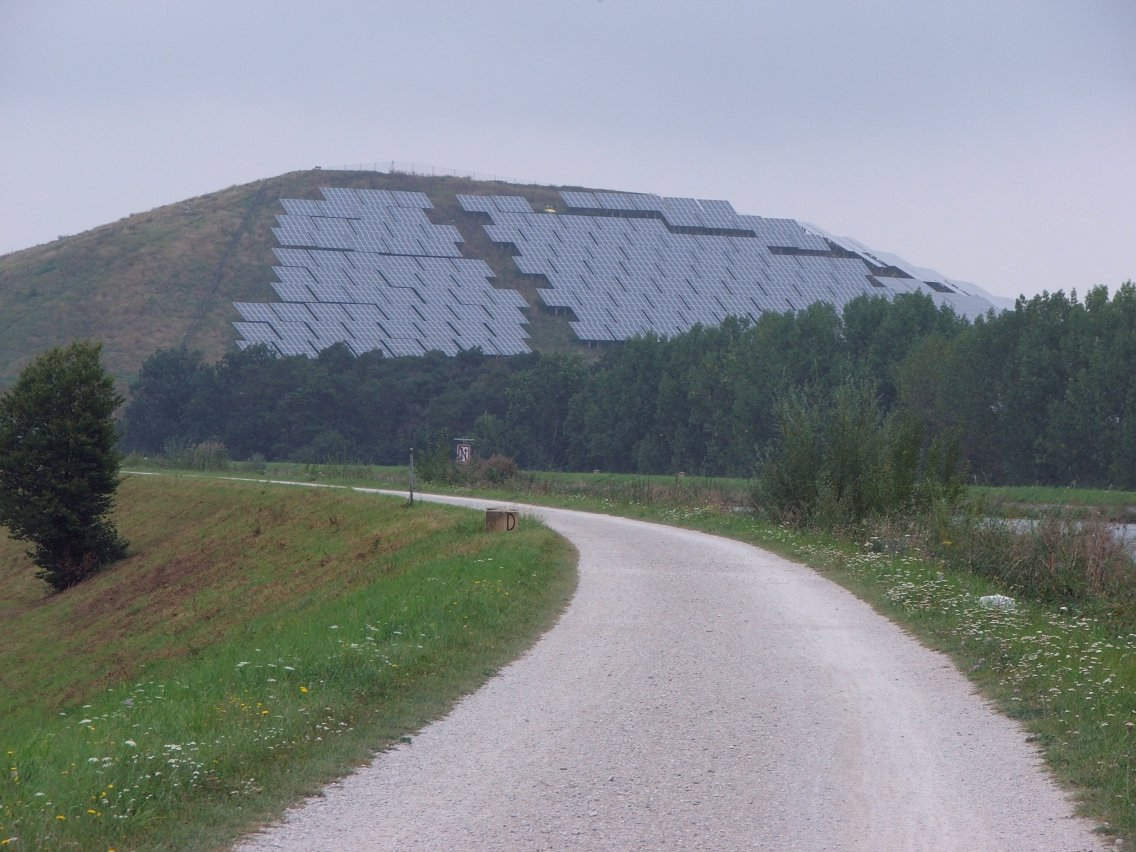
Centrală solară în Atzenhof

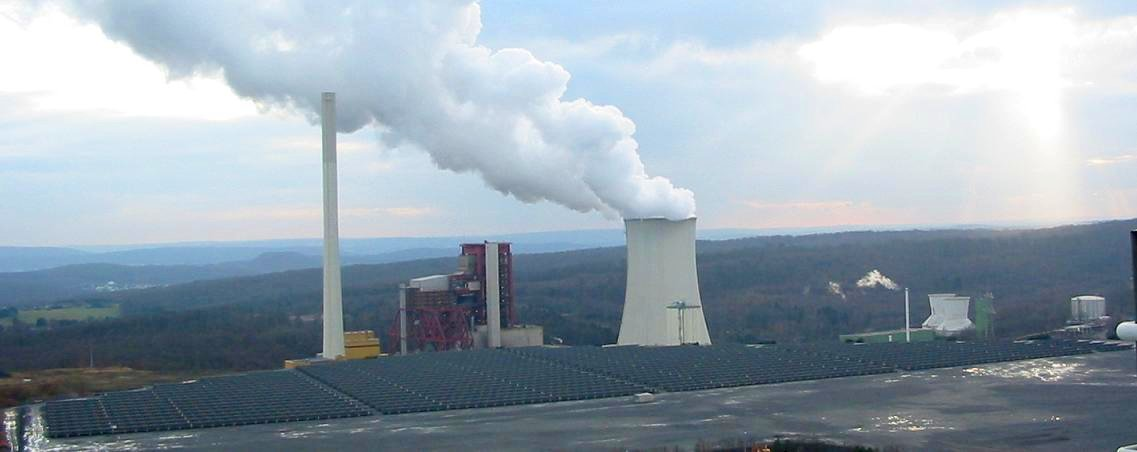
Centrală solară în Göttelborn

Centralele de producere a energiei electrice pe bază de panouri solare fotovoltaice câștigă teren
Centrala solară din Atzenhof suburbia orașului Fürth/Germania produce 1 MW energie electrică cu ajutorul a 144 panouri solare ce acoperă o fostă haldă de deșeuri menajere.
Centrala solară din Quierschied suburbia orașului Göttelborn /Germania construită pe o suprafață de 165000 mp în 2004/2005 produce 7,4 MW energie electrică utilizând panouri solare.
Actualmente cea mai mare centrală solară se află în Pocking/ Bavaria compusă din 57912 panouri solare de înaltă performanță cu o putere de 10 MW.
În Shinan/Coreea de Sud a început construirea unei mari centrale solare cu o putere instalată de 20 MW, producție anuală estimată la 27000 MWh ce va acoperi cu 109000 panouri solare o suprafață egală cu cea a 80 de terenuri de fotbal.
În Brandis/Saxonia/Germania a început construirea celei mai mari centrale solare având o putere de 40 MW, pe un teren al unei foste baze militare, acoperindu-se o suprafață egală cu a 200 terenuri de fotbal cu 550.000 panouri solare din film subțire. Se preconizează ca în primul an de funcționare să se recupereze integral cheltuielile de construcție care se estimează a costa cu 20%-40% mai puțin decât prețul comercial. Primele module vor fi operaționale la sfârșitul lunii iunie.